# Traiania
Genre
Traiania est un genre d'opilions laniatores de la famille des Zalmoxidae.

## Distribution
Les espèces de ce genre sont endémiques du Venezuela.

## Liste des espèces
Selon World Catalogue of Opiliones (21/10/2021) :
- Traiania abundantis González-Sponga, 1987
- Traiania arairensis González-Sponga, 1987
- Traiania cacaotera González-Sponga, 1987
- Traiania cimarronera González-Sponga, 1987
- Traiania debellardi González-Sponga, 1991
- Traiania inexspectata González-Sponga, 1987
- Traiania mujicai González-Sponga, 1987
- Traiania orghidani Soares & Avram, 1981
- Traiania simpatrica González-Sponga, 1987
- Traiania simplex González-Sponga, 1987
- Traiania torrealbai González-Sponga, 1987
- Traiania triangularis González-Sponga, 1987
- Traiania venadoensis González-Sponga, 2000

## Étymologie
Ce genre est nommé en l'honneur de Traian Orghidan.

## Publication originale
- Soares & Avram, 1981 : « Opilionides du Venezuela. » Travaux de l'Institut de Spéologie Émile Racovitza, vol. 20, p. 75–95.